# Ninety-Nine Nights II
Ninety-Nine Nights II est un jeu vidéo de type hack 'n' slash développé par Q Entertainment et feelplus, édité par Konami en 2010 sur Xbox 360. Il s'agit de la suite de Ninety-Nine Nights.

## Accueil
- Eurogamer : 4/10[1]
- Gameblog : 4/10[2]
- Gamekult : 3/10[3]
- GameSpot : 3,5/10[4]
- IGN : 4/10[5]
- Jeuxvideo.com : 10/20[6]